# U-589
Unterseeboot 589 foi um submarino alemão do Tipo VIIC, pertencente a Kriegsmarine que atuou durante a Segunda Guerra Mundial.

## Comandantes
| Comandante                  | Data                                            |
| --------------------------- | ----------------------------------------------- |
| KrvKpt. Hans-Joachim Horrer | 25 de setembro de 1941 - 14 de setembro de 1942 |

## Subordinação
Durante o seu tempo de serviço, esteve subordinado às seguintes flotilhas:
| Período                                         | Flotilha                                   |
| ----------------------------------------------- | ------------------------------------------ |
| 25 de setembro de 1941 - 1 de fevereiro de 1942 | 6. Unterseebootsflottille (treinamento)    |
| 1 de fevereiro de 1942 - 30 de junho de 1942    | 6. Unterseebootsflottille (serviço ativo)  |
| 1 de julho de 1942 - 14 de setembro de 1942     | 11. Unterseebootsflottille (serviço ativo) |

## Operações conjuntas de ataque
O U-589 participou das seguinte operações de ataque combinado durante a sua carreira:
- Rudeltaktik Aufnahme (9 de março de 1942 - 11 de março de 1942)
- Rudeltaktik Blücher (11 de março de 1942 - 18 de março de 1942)
- Rudeltaktik Eiswolf (28 de março de 1942 - 31 de março de 1942)
- Rudeltaktik Bums (8 de abril de 1942 - 10 de abril de 1942)
- Rudeltaktik Robbenschlag (10 de abril de 1942 - 14 de abril de 1942)
- Rudeltaktik Blutrausch (15 de abril de 1942 - 19 de abril de 1942)
- Rudeltaktik Strauchritter (29 de abril de 1942 - 5 de maio de 1942)
- Rudeltaktik Greif (16 de maio de 1942 - 22 de maio de 1942)
- Rudeltaktik Nebelkönig (27 de julho de 1942 - 11 de agosto de 1942)
- Rudeltaktik Trägertod (12 de setembro de 1942 - 14 de setembro de 1942)